# Средние Тимерсяны
Сре́дние Тимерся́ны (чув. Вӑта Тимӗрҫен) — село, административный центр Тимерсянского сельского поселения Цильнинского района Ульяновской области. 

## География
Находится у речки Тимерсянка на расстоянии примерно 15 километров на запад-северо-запад по прямой от районного центра села Большое Нагаткино. 

## История
Основано в начале XVII веке, ранее Верхних Тимерсян. Называлось «Старыми» и «Большими» Тимерсянами, впоследствии, в виду его обширности, оно было разделено на две части, каждая из которых стала считаться самостоятельным селением, тогда появилось два названия: Средние и Нижние Тимерсяны.
В 1780 году деревня Нижней Тимерсян (позже разделится и будет называться — Средние Тимерсяны), крещеных чуваш, ясашных чуваш, служилых татар, вошла в состав Симбирского уезда Симбирского наместничества.
В 1841 году был построен деревянный храм. Престолов два: главный (холодный) — в честь Казанской иконы Божьей Матери, в приделе (теплый) — во имя Святителя и Чудотворца Николая.
В 1859 году село Средние Тимерсяны, по проселочному тракту из г. Симбирска в с. Старые Алгаши, в 1-м стане Симбирского уезда Симбирской губернии. Имелась церковь и сельское училище. С 1872 по 1874 год в училище преподавал Рекеев Алексей Васильевич. Здесь также жила Максимова Галина Степановна, где её мать Капитолина Никитична и отец Максимов Степан Максимович работали учителями.
Церковно-приходская школа существует с 1879 года.
В 1880-х годах служил дьяконом Бюргановский, Илья Савельевич.
В 1913 году было 270 дворов и 1591 житель, церковь и училище.
В советские годы работал колхоз «Тимерсян».

## Население
Население составляло: на 1900 г. в 150 дворах жило: 605 м. и 607 ж.; в 1868 году значилось 318 ревизских душ (98 дворов); 864 человека в 2002 году (чуваши 98%), 802 по переписи 2010 года.

## Известные жители
- Воробьёв Егор Терентьевич — Герой Советского Союза, родился в селе Средние Тимерсяны.
- Корнилов Иван Иванович (26.04.1904-03.07.1976) — Советский учёный, специалист в области физикохимии и металлохимии (мемориальная доска на здании сельского дома культуры).
- Пирогов Василий Кузьмич — Советский хозяйственный, государственный и политический деятель, Герой Социалистического Труда.
- Петров-Тинехпи, Михаил Петрович — чувашский общественный деятель, историк и этнограф. Работал учителем начального училища.